# Bakteriom
Als Bakteriom (auch Myzetom) bezeichnet man in der Biologie spezielle Organe (oder Teile von Organen oder Zellen), in denen symbiotische Bakterien leben.
Spezielle Zellen für einen solchen Zweck nennt man Bakteriozyten.
Die von diesen spezialisierten Zellen gebildete Masse (d. h. das Bakteriom), wurde erstmals von R. Hooke in seinem Buch „Micrographia“ von 1655 beschrieben.

## Beispiele
Der Blattfloh Pachypsylla venusta enthält in seinem Hinterleib ein Bakteriom, in welchem in speziellen Zellen (in den Bakteriozyten) Bakterien der Art Carsonella ruddii als Endosymbionten leben.
Auch Tierläuse besitzen Bakteriozyten, in denen symbiotische Riesia-Bakterien leben.
Die Tsetsefliege enthält im vorderen Mitteldarm ein Bakteriom.
Beim Menschen und vielen anderen Tieren wird der Darm als Bakteriom angesehen, da auch in ihm Bakterien in einer symbiotischen Beziehung mit dem Wirt leben.